# Paramisophria ammophila
Paramisophria ammophila is een eenoogkreeftjessoort uit de familie van de Arietellidae. De wetenschappelijke naam van de soort is voor het eerst geldig gepubliceerd in 1968 door Fosshagen.